# Rościsława Andrzejówna
Rościsława Andrzejówna (fl. 1161) – ruska księżniczka z dynastii Rurykowiczów, córka Andrzeja Bogolubskiego. W 1161 roku poślubiła Światosława, księcia wszczyżańskiego, syna Włodzimierza Dawidowicza.